# Войница (община Чашка)
 Тази статия е за селото в Северна Македония.  За селото в България вижте Войница.  
Войница, Фойница или понякога книжовно Хвойница, на македонска литературна норма: Војница) е село в Северна Македония, община Чашка.

## География
Селото е разположено в областта Клепа.

## История
В „Етнография на вилаетите Адрианопол, Монастир и Салоника“, издадена в Константинопол в 1878 година и отразяваща статистиката на населението от 1873 година, Войници (Voinitzi) е посочено като село с 94 домакинства и 445 жители българи.
Към 1876-1877 година в селото функционира българско училище, в което преподава даскал Йован. Броят на учениците е около 20. В 1896 година Гьорче Петров отбелязва Фойница като село с 200 български къщи. В околността му има много лозя, от които се произвежда добро вино и ракия.
Според статистиката на Васил Кънчов („Македония. Етнография и статистика“) в края на XIX век Войница (Хвойница) има 950 жители българи християни. Жителите му в началото на века са под върховенството на Българската екзархия – според статистиката на секретаря на Екзархията Димитър Мишев („La Macédoine et sa Population Chrétienne“) в 1905 година във Войница (Voinitza) живеят 1216 българи екзархисти и в селото работи българско училище. Сръбският войвода Василие Тръбич определя Войница като най-голямото „бугарашко“ село във Велешко.
През учебната 1912/1913 година учители в селото са Константин Попдимитров и Пандора Стоянова.
При избухването на Балканската война в 1912 година 13 души от Войница са доброволци в Македоно-одринското опълчение.
След Междусъюзническата война в 1913 година селото попада в Сърбия.
На етническата си карта от 1927 година Леонард Шулце Йена показва Войница (Vojnica) като българско християнско село.
По време на българското управление във Вардарска Македония в годините на Втората световна война, Константин Ст. Мильовски от Ресен е български кмет на Войница от 1 септември 1941 година до 24 август 1942 година. След това кмет е Кирил Панов Леов от Ораовец (30 октомври 1942 - 9 септември 1944).
В 1961 година във Войница живеят 320 жители, а в 1994 година 41 души. Според преброяването от 2002 година селото има 32 жители северномакедонци.
Църквата в селото е посветена на „Свети Атанасий“ и е обявена за паметник на културата.
Сградата на Войнишкото училище, в което е учил партизанинът Коле Неделковски, е превърната в 1982 година в къща музей.

## Личности
Родени във Войница
- Георги Петрушев, български революционер, велешки войвода.[15]
- Гьошо Цветев, бакалин, куриер и терорист на ВМОРО. Внукът му Тодор загива като четник на ВМОРО в село Топлица[16]
- Коле Неделковски (1912 – 1941), македонски поет.
- Стоян Йорданов (1887 – 1922), деец на ВМРО, загинал в сражение със сръбска войска на 5 август 1922[17]
- Ст. Петров, български революционер, четник на Петър Лесев в 1915 година[18]

Починали във Войница
- Дачо Йотов (?-1911), български революционер, войвода на ВМОРО